# Raasin McIntosh
Raasin McIntosh (* 29. April 1982) ist eine ehemalige liberianisch-US-amerikanische Hürdenläuferin, die sich auf die 400-Meter-Distanz spezialisiert hat und seit ab 2011 für Liberia an den Start ging.

## Sportliche Laufbahn
Raasin McIntosh wuchs in den Vereinigten Staaten auf und sammelte 1999 erste internationale Erfahrungen, als sie bei den Jugendweltmeisterschaften in Bydgoszcz mit 63,54 s in der ersten Runde über 400 m Hürden ausschied und mit der US-amerikanischen 4-mal-100-Meter-Staffel in 45,40 s die Silbermedaille gewann. 2000 begann sie ein Studium an der University of Texas at Austin und 2003 wurde sie NCAA-Collegemeisterin in der 4-mal-400-Meter-Staffel in der Halle und auch im Freien. Zudem siegte sie bei den US-amerikanischen Meisterschaften und startete dann bei den Weltmeisterschaften nahe Paris, bei denen sie im Halbfinale nicht ins Ziel kam. Im Jahr darauf wurde sie erneut NCAA-Hallenmeisterin in der 4-mal-400-Meter-Staffel und 2006 beendete sie zwischendurch ihre Karriere. Ab 2011 bestritt sie für Liberia wieder Wettkämpfe und im Jahr darauf gewann sie bei den Afrikameisterschaften in Porto-Novo in 55,99 s die Bronzemedaille über 400 m Hürden hinter der Nigerianerin Muizat Ajoke Odumosu und Hayat Lambarki aus Marokko. Zudem kam sie im Finale im 400-Meter-Lauf nicht ins Ziel und belegte mit der liberianischen 4-mal-400-Meter-Staffel in 3:33,24 min den fünften Platz und stellte damit einen Landesrekord auf. Anschließend nahm sie über 400 m Hürden an den Olympischen Sommerspielen in London teil und schied dort mit 57,39 s in der ersten Runde aus. 2013 beendete sie dann endgültig ihre aktive sportliche Karriere im Alter von 31 Jahren.
2003 wurde McIntosh US-amerikanische Meisterin im 400-Meter-Hürdenlauf.

## Persönliche Bestleistungen
- 400 Meter: 52,63 s, 27. Juni 2012 in Porto-Novo
  - 400 Meter (Halle): 52,23 s, 28. Februar 2004 in Lincoln
- 100 m Hürden: 12,90 s (+0,8 m/), 3. Mai 2003 in Austin
  - 60 m Hürden (Halle): 7,95 s, 27. Februar 2004 in Lincoln
- 400 m Hürden: 54,16 s, 11. Juli 2004 in Sacramento